# Ormocarpum caeruleum
Ormocarpum caeruleum är en ärtväxtart som beskrevs av Isaac Bayley Balfour. Ormocarpum caeruleum ingår i släktet Ormocarpum och familjen ärtväxter. Inga underarter finns listade i Catalogue of Life.